# Евер Андерсон
Евер Габо Андерсон (англ. Ever Gabo Anderson нар. 3 листопада 2007) — американська акторка і модель.

## Раннє життя
Народилася в сім'ї режисера Пола Андерсона і акторки, співачки та моделі Мілли Йовович.

## Кар'єра
У 9 років Евер потрапила на обкладинку журналу Vogue Bambini, яку зняла Еллен фон Унверт. Також її знімали такі фотографи, як Карл Лагерфельд, Мікаель Янссон та Пітер Ліндберг.
Перша поява Евер в кіно відбулася у фільмі «Оселя зла: Фінальна битва» в 2016 році, режисером якого був її батько. У ньому вона зіграла юну Еліс Маркус, яку грає її мати в дорослому віці, а також Червону Королеву.
Пізніше Евер з'явилася у фільмі «Чорна вдова» у ролі Наташі Романової в дитинстві. У березні 2020 року вона отримала роль Венді Дарлінг у фільмі «Пітер Пен і Венді».

## Фільмографія
| Рік  |   | Українська назва          | Оригінальна назва                | Роль                                 |
| ---- | - | ------------------------- | -------------------------------- | ------------------------------------ |
| 2016 | ф | Оселя зла: Фінальна битва | Resident Evil: The Final Chapter | юна Алісія Маркус / Червона Королева |
| 2021 | ф | Чорна вдова               | Black Widow                      | юна Наташа Романова                  |
| 2023 | ф | Пітер Пен і Венді         | Peter Pan and Wendy              | Венді Дарлінг                        |
| 2023 | ф |                           | Helvellyn Edge                   | Гарлі                                |